# ハーバート・ピットマン

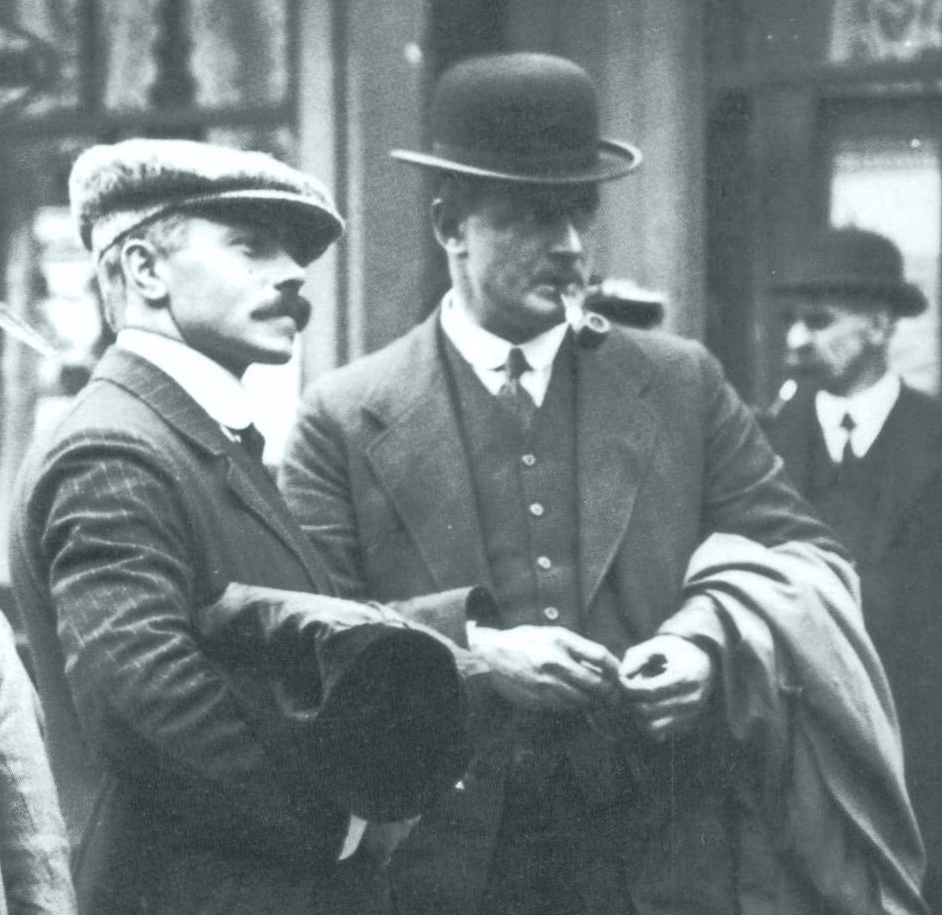
左の男性がピットマン。

ハーバート・ジョン・ピットマン（英: Herbert John Pitman, 1877年11月20日 - 1961年12月7日）は、イギリスの船員、海軍軍人。タイタニック号に乗船し生還した船員のうちの一人である。

## 経歴
ピットマンは、1877年にイングランドのサマセットで、ヘンリー・ピットマンとサラ・ピットマンの間に生まれた。1880年に、父ヘンリーが亡くなると、サラはチャールズ・キャンディと再婚した。1881年の国勢調査によると、ピットマンは兄、妹、未亡人の母親と一緒にサットンロードの112エーカー（45ヘクタール）の農場に住んでいた。
タイタニックに乗船していた船員の一人で、乗船時は三等航海士だった。救命ボートで溺れた乗客を助けに行こうとした船員のうちの一人だが、ボートに乗っていた乗客に反対され、救出しなかった。翌朝にカルパチア号に救出され、ニューヨークに渡った。ニューヨークではタイタニック号の重要な証言者として、アメリカ政府の調査などで証言した。後にイギリスへ帰国した。
ピットマンは、その後もホワイト・スター・ラインの船員として働き、オーシャニックやオリンピックの船員になった。視力が衰え始めてからは、デッキオフィサーからパーサーになった。第二次世界大戦中は、SSマタロアのパーサーを務め、1946年の春に、引退した。1961年に、 クモ膜下出血が原因で84歳で死亡した。 彼の遺体はサマセットのピットコム教区教会の墓地に埋葬された。